# Stockholm Institute of Transition Economics
Stockholm Institute of Transition Economics (SITE), tidigare kallat Östekonomiska institutet, är ett forskningsinstitut i Stockholm. Institutets syfte är att "öka kunskapen i Sverige om de ekonomiska förhållandena i f.d. Sovjetunionen och övriga Östeuropa, genom forskning och policyanalys". Institutet grundades 1989 och är anknutet till Handelshögskolan i Stockholm.
Som en del av sin verksamhet har SITE varit instrumentellt vid etablerandet av oberoende tankesmedjor i länderna i det forna Sovjetunionen, Central- och Östeuropa så som Centre for Economic and Financial Research (CEFIR) i Moskva, Ryssland samt ytterligare verksamheter i Riga, Lettland, i Kiev, Ukraina och i Szczecin, Polen.
Huvuddelen av finansieringen kommer från svenska staten, sju svenska banker samt företag som SEB, Nordea, Handelsbanken, Johnsonsfären och Tetra Pak. Ytterligare finansiering för olika delprojekt kommer från Sida, Europeiska unionen och olika forskningsstiftelser.

## Styrelse
Styrelseledamöter (2025) enligt institutets egna uppgifter.
- Finn Rausing, ordförande
- Veronika Bard, vice ordförande
- Kristian Andersson
- Henrik Borelius
- Christine Bäckström
- Lars Strannegård